# Concilio de Lyon (516)
El I Concilio de Lyon (Concilium Lugdunense I) fue un concilio eclesiástico celebrado en varias reuniones entre los años 516 y 523 en la ciudad de Lyon, hoy Francia, entonces reino de Burgundia. El concilio fue convocado y presidido por san Vivenciolo de Lyon.
No debe confundirse con el I Concilio ecuménico de Lyon (1245).

## Historia
Diez obispos se reunieron en Lyon para juzgar la causa de Esteban y Paladia. Esteban, gran tesorero del rey Segismundo, rey de Burgundia, se había casado por segunda vez con Paladia, hermana de su primera esposa. Sin embargo, el trigésimo canon del Concilio de Epaona declaró incestuosos tales matrimonios y sometió a los cónyuges a penitencia. Por tanto, ambos cónyuges fueron condenados por incesto.

## Cánones
- 1er Canon. Todos los obispos resolvieron mantener inviolablemente la condena que habían pronunciado contra los culpables y utilizarla del mismo modo contra todos aquellos que fueran encontrados cometidos en el mismo crimen.

- 2º Canon. Luego declararon que si uno de ellos fuera perseguido por este motivo, todos los demás se compadecerían de su aflicción y lo aliviarían de lo que hubiera sufrido.

- 3er Canon. Agregaron que si el rey, irritado por la sentencia dictada contra Esteban, continuaba absteniéndose de la comunión de los obispos que la habían dado y no estaba más con ellos en la iglesia, se retirarían a un monasterio de donde no se irían hasta que la paz fuera restaurada.

- 4º Canon. Que si durante su ausencia un obispo tuviera la temeridad de usurpar la iglesia de otro, para ejercer allí el oficio u otro acto de jurisdicción, no solo sería devuelto en el próximo concilio, sino también en peligro de ser privado de su cargo y la comunión de sus hermanos.

- 5º Canon. Renovaron la prohibición de aspirar al obispado de un obispo vivo y declararon excomulgados para siempre a los que hubieran sido ordenados en su lugar y también a los que hubieran participado en estas ordenaciones.

- 6º Canon. Parece, por este último canon, el rey finalmente había reconocido la equidad de la sentencia dictada contra los dos culpables, ya que allí dicen los obispos que, según la opinión de este príncipe, habían concedido a Esteban y a Paladia asistir a la ceremonia y a las oraciones de la iglesia hasta la oración que se lee después del Evangelio.